# Zebrzydowski-Kapelle
Die Zebrzydowski-Kapelle (polnisch Kaplica Zebrzydowskiego) ist eine der 19 Kapellen, die die Krakauer Kathedrale umgeben. Sie ist Cosmas und Damian geweiht und befindet sich im nördlichen Chorumgang.

## Geschichte
Die Kapelle wurde anstelle einer gotischen Kapelle von 1335 in den Jahren von 1562 bis 1563 im Stil des Manierismus von Jan Michałowicz für den Bischof Andrzej Zebrzydowski errichtet. Das ebenfalls manieristische Grabmal Andrzej Zebrzydowskis schuf Jan Michałowicz. Im Jahr 1675 kam das barocke Zebrzydowski-Epitaph, u. a. für Mikołaj Zebrzydowski, hinzu. Die Kapelle wurde im 18. Jahrhundert sowie in den Jahren von 1900 bis 1901 von Sławomir Odrzywolski umgebaut. Der neue Altar wurde 1904 in Florenz von Pietro Bazzanti gestaltet. Im Jahr 1919 wurde ein von Konstanty Laszczka entworfenes Epitaph für General Cezary Wojciech Haller angebracht.

## Krypta
In der Kapelle wurde bestattet:
- Bischof Andrzej Zebrzydowski

## Quelle
- Michał Rożek: Krakowska katedra na Wawelu. Wydawnictwo św. Stanisława BM Archidiecezji Krakowskiej, Kraków 1989